# Paul Khoarai
Paul Malefetsane Khoarai (* 29. Mai 1933 in Makoabeng; † 27. Dezember 2012) war ein lesothischer Geistlicher und römisch-katholischer Bischof von Leribe.

## Leben
Paul Khoarai empfing am 17. Februar 1963 die Priesterweihe für das Bistum Leribe.
Papst Paul VI. ernannte ihn am 7. März 1970 zum Bischof von Leribe. Der Erzbischof von Maseru, Alfonso Liguori Morapeli OMI, spendete ihm am 4. Juli 1970 die Bischofsweihe; Mitkonsekratoren waren Ernest Arthur Green, Bischof von Port Elizabeth, und Joseph-Delphis Desrosiers OMI, Bischof von Qacha’s Nek. Am 30. Juni 2009 nahm Papst Benedikt XVI. sein altersbedingtes Rücktrittsgesuch an.
Khoarai engagierte sich vehement für die Belange sozial Benachteiligter in Lesotho.